# 登德尔蒙德
登德尔蒙德（荷蘭語：Dendermonde，荷蘭語發音：[ˌdɛndərˈmɔndə] ⓘ，法語發音：[tɛʁmɔ̃d]）是比利时弗拉芒大區东佛兰德省的一座城市，位于登德尔地区与登德尔河口（也是该城市名的含义），通行荷蘭語，是弗拉芒社群的一部分，面积55.67平方千米，人口45,673人（2018年1月1日）。

## 交通
- 登德尔蒙德站